# Sypilus
Sypilus é um gênero de coleóptero da tribo Anoplodermatini (Anoplodermatinae). Na qual compreende apenas três espécies, com distribuição restrita à Argentina.

## Espécies
- Sypilus boeroi (Prosen, 1960)
- Sypilus ferrugineus (Gounelle, 1913)
- Sypilus orbignyi (Guérin-Méneville, 1840)